# 吾子吾弟

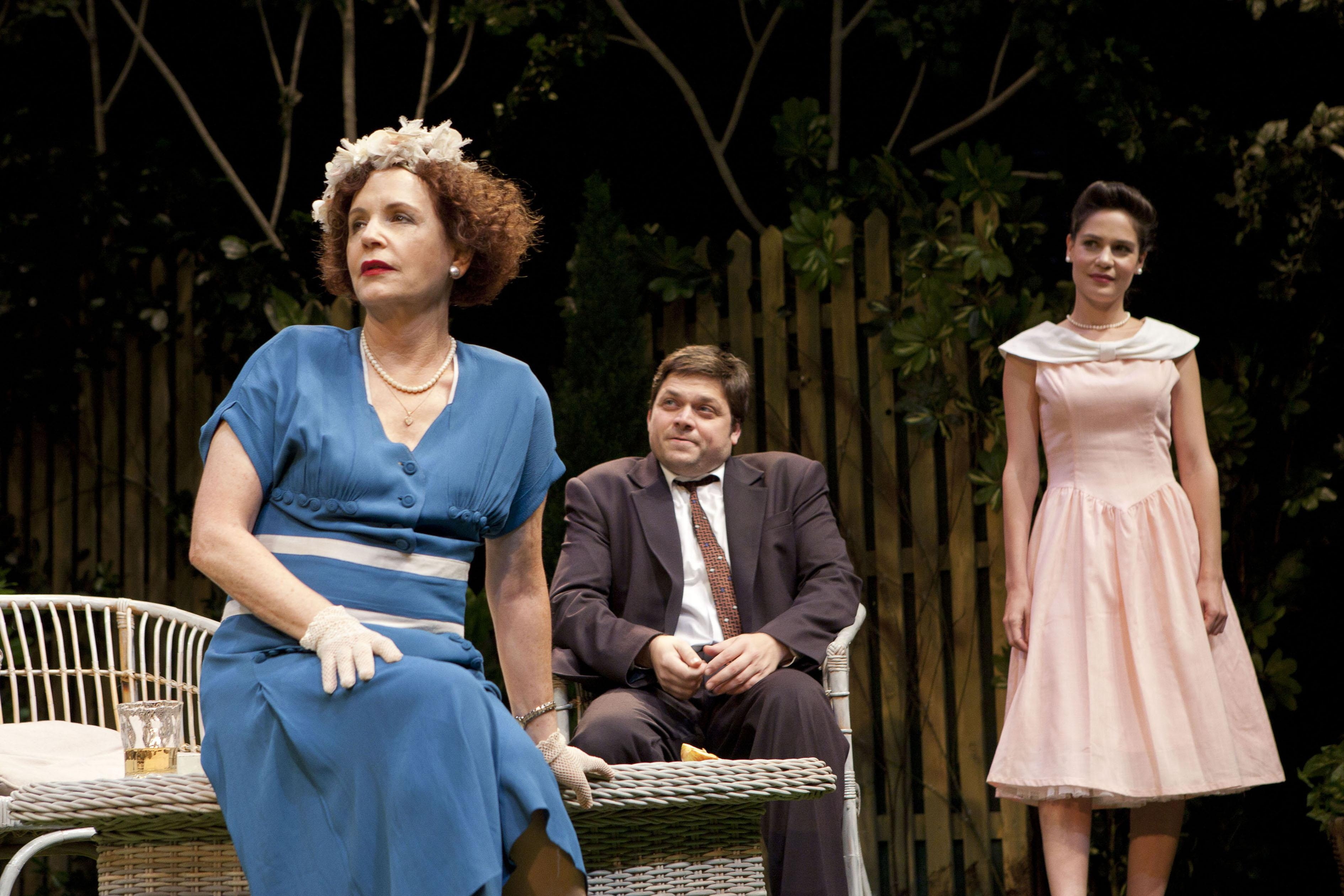
《吾子吾弟》剧照（2011）

《吾子吾弟》（All My Sons）是劇作家亞瑟·米勒在1947年所做的劇本，在1948年改拍為電影，在1986年改拍成電視影集。
這部劇作在1947年1月29日在紐約市百老匯的皇冠劇場（Coronet Theatre）首演，演出了328場，由伊利亚·卡赞執導，並且贏得紐約劇評人圈內獎。
電影版本由愛德華·羅賓遜（Edward G. Robinson）、伯特·蘭卡斯特（Burt Lancaster）、馬弟·克里斯坦（Mady Christians）、路易撒·霍頓（Louisa Horton）、霍華·度夫（Howard Duff）以及法蘭克·康羅伊（Frank Conroy）主演，其他演員包括亞勒瑞內·法蘭西斯（Arlene Francis）以及哈利·摩根（Harry Morgan）等。這個版本是由艾爾文·瑞斯（Irving Reis）執導。
電視影集版本由詹姆士·懷特摩（James Whitmore）、愛丹·昆（Aidan Quinn）、麥克·倫奈德（Michael Learned）、喬恩·愛倫（Joan Allen）、柴爾柯·伊凡奈克（Zeljko Ivanek）主演，並且由傑克·歐布萊恩（Jack O'Brien）執導。

## 劇情介紹
約翰·凱勒（Joe Keller）因為在第二次世界大戰期間販售給軍方軍用飛機零件，而成為成功的生意人。而因為他為了自己的生意，他賣了他自己知道有問題的零件，而造成21名飛行員因此喪生。凱勒因此被逮捕，他謊稱他對此毫不知情，而應該是他的生意夥伴史蒂夫·狄佛（Steve Deever）對此負責。狄佛因此身陷囹圄，而凱勒被釋。賴瑞（Larry）是凱勒的兒子，他因為父親被逮捕自殺，不過，他的母親凱特（Kate）堅持他的兒子仍然活著。而另一位兒子克里斯（Chris）則向賴瑞的前女友安（Ann，她也是狄佛的女兒）求婚，結果是讓凱勒的詭計終於曝光。克里斯曾經在戰場上看到許多袍澤犧牲，在發現父親的罪行後，他徹底否定了父親的一切。最後，在聞知賴瑞已死的消息時，凱勒終於發現他必須對自己罪行的責任，以自殺做終。

## 外部連結
1947戏剧
- Character Portraits by danscape（页面存档备份，存于）
- 百老匯網路資料庫（IDBD）上《All My Sons (1947 production)》的资料（英文）
- All My Sons Study guide（页面存档备份，存于） for GCSE exams
- American All My Sons guide exploring themes
- Information on Arthur Miller's influences
- All My Sons（页面存档备份，存于） – All My Sons plot summary and character descriptions from StageAgent.com（页面存档备份，存于）
- The social and historical context of the play
- Essay on All My Sons

1948电影
- 互联网电影数据库（IMDb）上《All My Sons(1948 film)》的资料（英文）

1986电影
- 互联网电影数据库（IMDb）上《All My Sons(1986 film)》的资料（英文）
- TCM电影资料库上《All My Sons (1986 film)》的资料（英文）

2008戏剧
- 百老匯網路資料庫（IDBD）上《All My Sons (2008 production)》的资料（英文）
- All My Sons on Broadway Official Website
- Essay contrasting the play with the 2008 US elections, from James Moran, the Dublin Review of Books